# Gmach Sądu Rejonowego w Gdyni
Gmach Sądu Rejonowego w Gdyni – zabytkowy budynek w Gdyni. Mieści się w Śródmieściu, przy pl. Konstytucji 5.
Został zbudowany w latach 1935-1936. Od 1988 widnieje w rejestrze zabytków.